# Cantón de Matour
El cantón de Matour era una división administrativa francesa, que estaba situada en el departamento de Saona y Loira y la región de Borgoña.

## Composición
El cantón estaba formado por ocho comunas:
- Brandon
- Dompierre-les-Ormes
- La Chapelle-du-Mont-de-France
- Matour
- Montagny-sur-Grosne
- Montmelard
- Trambly
- Trivy

## Supresión del cantón de Matour
En aplicación del Decreto nº 2014-182 de 18 de febrero de 2014, el cantón de Matour fue suprimido el 22 de marzo de 2015 y sus 8 comunas pasaron a formar parte del nuevo cantón de La Chapelle-de-Guinchay.